# 社説

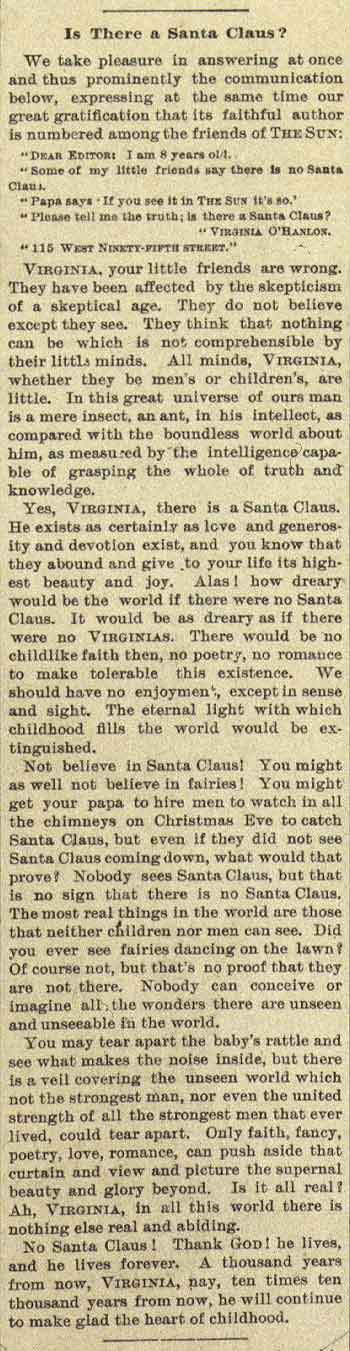
『サンタクロースっているんでしょうか?』

社説（しゃせつ）は、新聞、雑誌などに掲載される論説記事の一つで、時事のさまざまな問題に対し社としての意見や主張が書かれる。

## 概要
最新の時事・国際問題など、注目されるニュースの中から毎日1〜2項目ずつ取り上げて、その背景を解説すると同時に社の主張や考えを述べる。社の論説委員会で、テーマ選択やどのような内容・主張とするかを議論し、論説委員が執筆する。論説委員会やそれに類する組織のない社では、社長や編集幹部が執筆することが多い。
社説面を設ける媒体もあり、見開きの反対側の面に一般大衆から寄せられた異論・反論を特集したオプ・エド面を配置したり、媒体と直接関係のない外部筆者による評論記事を掲載したりすることもある。一面での掲載は、スペインやイタリア、フランスなどのヨーロッパ各国で行われている。英語圏の新聞では珍しく、特に重要なニュースが起きたときのみ実施される。
社説は社論の中核を成すものであり、通常は無署名で行われることが多い。『ガーディアン』の論説記者トム・クラークは「無署名での掲載によって、読者が筆者ではなく記事内容自体を議論することを確実にする」と主張している。一方で原寿雄は1994年の著書で、価値観が多様化する時代に「社会的な政策のうえでいつも論説委員が一枚岩のように足並みを揃えるのは不自然であり、かえって危険」として社説廃止論を唱えた。

## 日本の社説
全国紙やブロック紙では、おおむね毎日の朝刊に異なるテーマで2本掲載し、重大ニュースがある場合などは1本の大型社説とすることもある。これらの新聞社は多数の論説委員を擁しており、論説会議を経て担当の論説委員が社説を執筆する。
県紙では社説欄のない社、原則1本掲載の社、2本掲載の社と掲載の形はさまざまである。県外や海外の話題に関しては、共同通信社が配信する社説の雛形「論説資料」をそのまま、あるいは一部改変して掲載する社もある。それだけに、地方紙が通信社から配信される社説を転用することへの批判も少なくない。一方で共同通信の論説資料に依存した社説編集を行っている社は部分的で、地方紙の全体的な傾向とはいえないとする研究もある。通信社はニュースの速報を、新聞社はそのニュースを受けて解説・論説を、という役割分担が必要との議論も古くからある。
新聞によっては、社説に独自の名称を用いている場合もある。掲載面は2～5面あたりのページ数の若い面や、朝日新聞のようにオピニオン面であることが多い。中には社説を掲載していない新聞もある。
一法人の新聞社が発行する、一定の地域で題字が異なる新聞においても、同一内容の社説が掲載されている。
明治時代は、読者が事実報道よりも主張を求めて新聞を選ぶ傾向があり、知識階級を中心読者層とした大新聞で社長が主筆を兼ねて社論を展開する例が多かった。福地源一郎（東京日日新聞）、福沢諭吉（時事新報）、黒岩涙香（万朝報）、徳富蘇峰（国民新聞）、成島柳北（朝野新聞）、陸羯南（日本新聞）などがそうした言論人である。

### 放送メディア
放送局は放送法第1条第2項（放送の不偏不党、真実及び自律保障とこれによる表現の自由の確保）に基づき、公式には「社説」ではなく、解説委員個々人の意見の扱い。
- 山形県の山形放送が、YBC社説放送を月曜日～木曜日に放送している。内容は強い結び付きを持つ山形新聞の社説を分かりやすく解説する番組だが、日によっては山形放送独自の社説を展開することもある。
- NHK総合テレビが「時論公論」を放送している。「NHKニュース解説」、「あすを読む」の流れを継ぐもの。

## 有名な社説
- 1897年9月21日、アメリカの新聞『ザ・サン』（1950年廃刊）に「サンタクロースっているんでしょうか？」と題された社説が掲載された。8歳の少女からの投書に答えたもので、有名な「Yes, Virginia, there is a Santa Claus.（そうです、ヴァージニア、サンタクロースはいるのです）」の一節で知られる。
- 1960年5月21日、日本の有力新聞7紙は、安保闘争の激化を受けて「岸内閣総辞職、衆議院解散すべし」とする共同社説を発表した[12]。
- 1995年1月20日、阪神・淡路大震災直後の神戸新聞が「被災者になって分かったこと」[13]と題した社説を掲載。父が生き埋めになる事態に直面した筆者の体験や、無力感・苦悩といった個人的な感情を前面に出した内容で、反響を読んだ。筆者は三木康弘論説委員長[14]。当時の様子はドラマ『神戸新聞の7日間』で再現された。
- 2007年1月31日、この日の山梨日日新聞社の社説が、神戸新聞と西日本新聞の社説と計10箇所にわたって表記が酷似していたことが後日判明。同社は「盗用と指摘されても弁明の余地がない」とした[15]。
- 2018年、ニュージランドの新聞『ザ・プレス』が157年ぶりにブランケット判からタブロイド判に変更し、この時に掲載時とは社論が異なる社説の一覧を載せた。1893年に女性が参政権を獲得した際に、女性は投票所に行くよりも「家にいて家事をする方が好きだ」とした社説も含まれている。[16]